# Menelaosz-tétel

Ábra a Menelaosz-tételhez

A Menelaosz-tétel a síkgeometria egyik alapvető állítása. Megnevezését alexandriai Menelaosz ógörög matematikusról kapta, ugyanis a tétel legkorábbi ismert említése az ő gömbháromszögekről szóló művében található meg – ennek segítségével bizonyítja be a tétel gömbi (szférikus) változatát.

## Tétel
A Menelaosz-tétel szerint, ha egy tetszőleges ABC háromszög oldalegyeneseire illeszkedő {\displaystyle E\in BC,M\in CA,N\in AB} pontok a háromszög csúcsaitól különböznek és egy egyenesen vannak (kollineárisak), akkor
{\displaystyle {\frac {AN}{NB}}\cdot {\frac {BE}{EC}}\cdot {\frac {CM}{MA}}=1}.
A tétel fordítottja általánosságban nem igaz. Csak abban az esetben igaz, ha az {\displaystyle E\in BC,M\in CA,N\in AB} pontok pontokról tudjuk, hogy közülök páros sok található a háromszög oldalain (azaz vagy kettő, vagy egy sem), továbbá teljesül rájuk az {\displaystyle {\frac {AN}{NB}}\cdot {\frac {BE}{EC}}\cdot {\frac {CM}{MA}}=1} összefüggés, akkor E, M, N egy vonalra illeszkednek (kollineáris helyzet).
Az előbbieket magába foglaló kétirányú állítás, melyre ugyancsak Menelaosz-tétel néven szoktak hivatkozni, a következőképpen szól: Egy tetszőleges ABC háromszög oldalegyeneseire illeszkedő {\displaystyle E\in BC,M\in CA,N\in AB} pontok akkor és csak akkor kollineárisak, ha
{\displaystyle {\frac {\overline {AN}}{\overline {NB}}}\cdot {\frac {\overline {BE}}{\overline {EC}}}\cdot {\frac {\overline {CM}}{\overline {MA}}}=-1}.
Itt szakaszok helyett irányított szakaszokról van szó.

A Menelaosz-tétel bizonyítása

## A direkt irányú állítás bizonyítása
Az {\displaystyle AC} oldallal párhuzamost húzunk {\displaystyle B}-ből, ez az {\displaystyle MEN} egyenest egy {\displaystyle F} pontban metszi. Ekkor két hasonlóságot is felírhatunk:
{\displaystyle \bigtriangleup AMN\sim \bigtriangleup BFN\Rightarrow {\frac {AM}{BF}}={\frac {NA}{NB}}},
valamint
{\displaystyle \bigtriangleup CEM\sim \bigtriangleup BEF\Rightarrow {\frac {CE}{BE}}={\frac {MC}{FB}}}.
(Belátható a feltevések alapján, hogy valóban van értelme ezen háromszögekről beszélni.)
A kapott aránypárokat összeszorozva kapjuk, hogy
{\displaystyle {\frac {AM}{BF}}\cdot {\frac {CE}{BE}}={\frac {NA}{NB}}\cdot {\frac {MC}{FB}}\iff {\frac {AN}{NB}}\cdot {\frac {BE}{EC}}\cdot {\frac {CM}{MA}}=1}.

## A fordított irányú állítás bizonyítása
Indirekt módon igazolható.